# Victor Ciorbea
Victor Ciorbea (Ponor, condado de Alba, 26 de outubro de 1954) é um político romeno. Foi prefeito de Bucareste em 1996 e, depois de sua renúncia, primeiro-ministro da Romênia de 12 de dezembro de 1996 a 30 de março de 1998.